# Champions Cup and the WTA of Indian Wells 1989
Il Champions Cup and the WTA of Indian Wells 1989, conosciuto anche con il nome di Newsweek Champions Cup and the Virginia Slims of Indian Wells 1989 per ragioni di sponsorizzazione, è stato un torneo di tennis giocato sul cemento. È stata la 16ª edizione del torneo maschile – che faceva parte del Nabisco Grand Prix 1989 – e la 1ª del torneo femminile, inserita nel calendario del WTA Tour 1989. Sia il torneo maschile che quello femminile si sono giocati nell'impianto per il tennis del Grand Champions Hotel di Indian Wells, in California, dal 13 al 20 marzo 1989.

## Campioni

### Singolare maschile
Miloslav Mečíř ha battuto in finale  Yannick Noah con il punteggio di 3–6, 2–6, 6–1, 6–2, 6–3

### Singolare femminile
Manuela Maleeva Fragniere ha battuto in finale  Jenny Byrne con il punteggio di 6–4, 6–1

### Doppio maschile
Boris Becker /  Jakob Hlasek hanno battuto in finale  Kevin Curren /  David Pate con il punteggio di 3–6, 6–3, 6–4

### Doppio femminile
Hana Mandlíková /  Pam Shriver hanno battuto in finale  Rosalyn Fairbank /  Gretchen Magers con il punteggio di 6–3, 6–7 (4–7), 6–3